# Russie aux Jeux olympiques de 1912
C’est à l’occasion des Jeux olympiques de 1912,  à Stockholm, en Suède, que la Russie participe aux jeux pour la dernière fois en tant qu’Empire russe. Pour cette troisième et ultime apparition sous cette appellation, sa délégation aligne un nombre record de participants. Cent cinquante-neuf athlètes, tous des hommes, qui ne glanent cependant que 5 médailles et aucun titre olympique.  

## Liste des médaillés

### Médailles d’argent
| Sport                       | Discipline                                                             | Sportifs |
| Médailles d’argent 2        |                                                                        |          |
| Tir                         |                                                                        |          |
| Pistolet à 30 m par équipes | Amos Kash, Nikolai Melnitsky Grigori Panteleimonov, Pavel Voyloshnikov |          |
| Lutte gréco-romaine         |                                                                        |          |
| Poids moyens                | Martin Klein                                                           |          |

### Médailles de bronze
| Sport                                   | Discipline | Sportifs |
| Médailles de bronze 3                   | |          |
| Voile                                   | |          |
| 10 mètres JI                            | Esper Beloselsky,Ernest Brasche Karl Lindblom, Nikolai Puschnitsky Aleksandr Rodionov, Iosif Schomaker Philip Strauch |          |
| Tir                                     | |          |
| Tir au cerf courant coup simple à 100 m | Nestori Toivonen |          |
| Aviron                                  | |          |
| Un rameur, skiff                        | Mark Kuusik |          |

## Sources
- (fr) Tous les podiums sur le site du C.I.O
- (en) Bilan complet sur le site olympedia.org